# Platythomisus jubbi
Platythomisus jubbi là một loài nhện trong họ Thomisidae.
Loài này thuộc chi Platythomisus. Platythomisus jubbi được George Newbold Lawrence miêu tả năm 1968.